# Selección de fútbol de Barāwe
La Selección de Fútbol de Barāwe es el equipo que representa la diáspora Somalí en Inglaterra. El equipo lleva el nombre de Barāwe, una ciudad portuaria en Somalia. La selección fue anfitrión de la Copa Mundial de Fútbol de ConIFA de 2018. terminando en la 8ª colocación.
Barāwe es afiliado a la ConIFA y es miembro fundador de la World Unity Football Alliance.

## Récord en competiciones
| Año                              | Posición                         | PJ                               | PG                               | PE                               | PP                               | GF                               | GC                               |
| Copa Mundial de Fútbol de ConIFA | Copa Mundial de Fútbol de ConIFA | Copa Mundial de Fútbol de ConIFA | Copa Mundial de Fútbol de ConIFA | Copa Mundial de Fútbol de ConIFA | Copa Mundial de Fútbol de ConIFA | Copa Mundial de Fútbol de ConIFA | Copa Mundial de Fútbol de ConIFA |
| -------------------------------- | -------------------------------- | -------------------------------- | -------------------------------- | -------------------------------- | -------------------------------- | -------------------------------- | -------------------------------- |
| 2014                             | No participó                     | No participó                     | No participó                     | No participó                     | No participó                     | No participó                     | No participó                     |
| 2016                             | No calificó                      | No calificó                      | No calificó                      | No calificó                      | No calificó                      | No calificó                      | No calificó                      |
| 2018                             | 8º                               | 6                                | 2                                | 0                                | 4                                | 7                                | 22                               |
| Total                            | Mejor: 8º                        | 6                                | 2                                | 0                                | 4                                | 7                                | 22                               |

| Año               | Posición          | PJ                | PG                | PE                | PP                | GF                | GC                |
| WUFA World Series | WUFA World Series | WUFA World Series | WUFA World Series | WUFA World Series | WUFA World Series | WUFA World Series | WUFA World Series |
| ----------------- | ----------------- | ----------------- | ----------------- | ----------------- | ----------------- | ----------------- | ----------------- |
| 2021              | 2º                | 2                 | 1                 | 1                 | 0                 | 5                 | 3                 |
| Total             | Mejor: 2º         | 2                 | 1                 | 1                 | 0                 | 5                 | 3                 |

## Partidos
| Fecha      | Estadio                                 | Lugar           | Competición              | Rival              | Resultado      |
| ---------- | --------------------------------------- | --------------- | ------------------------ | ------------------ | -------------- |
| 25-08-2016 | Gander Green Lane                       | Sutton, Londres | World Unity Cup 2016     | Tamil Eelam        | 0-5            |
| 26-08-2016 | Gander Green Lane                       | Sutton, Londres | World Unity Cup 2016     | Islas Chagos       | 2-3            |
| 28-08-2016 | Gander Green Lane                       | Sutton, Londres | World Unity Cup 2016     | Tamil Eelam        | 3-2            |
| 18-02-2018 | White Hart Lane Community Sports Centre | Londres         | Amistoso                 | Hashtag United FC  | 0-0            |
| 08-04-2018 | Coles Park                              | Londres         | Amistoso                 | Islas Chagos       | 4-1            |
| 15-04-2018 | Coles Park                              | Londres         | Amistoso                 | Yorkshire          | 2-7            |
| 06-05-2018 | St. Paul's Sports Ground                | Londres         | Amistoso                 | Surrey             | 1-3            |
| 31-05-2018 | Hayes Lane                              | Bromley         | Copa Mundial ConIFA 2018 | Tamil Eelam        | 4-0            |
| 02-06-2018 | Colston Avenue                          | Carshalton      | Copa Mundial ConIFA 2018 | Cascadia           | 1-2            |
| 03-06-2018 | Coles Park                              | Haringey        | Copa Mundial ConIFA 2018 | Ellan Vannin       | 2-0            |
| 05-06-2018 | Gander Green Lane                       | Sutton          | Copa Mundial ConIFA 2018 | Chipre del Norte   | 0-8            |
| 07-06-2018 | Gander Green Lane                       | Sutton          | Copa Mundial ConIFA 2018 | Panjab             | 0-5            |
| 09-06-2018 | St Paul's Sports Ground                 | Rotherhithe     | Copa Mundial ConIFA 2018 | Armenia Occidental | 0-7            |
| 06-04-2019 | Park Club                               | Earling         | Amistoso                 | Ealing Town FC     | 2-7            |
| 25-05-2019 | Priory Park                             | Bodmin          | Amistoso                 | Cornualles         | 0-5            |
| 16-05-2021 | Merrist Wood College                    | Surrey          | WUFA World Series 2021   | Magreb             | 3-1            |
| 23-05-2021 | Merrist Wood College                    | Surrey          | WUFA World Series 2021   | Islas Chagos       | 2-2 (4-5 pen.) |